# Liste der Deutschen Meister im 50-km-Straßenlauf
Der 50-km-Straßenlauf wurde erst 2019 in das offizielle Programm der Deutschen Leichtathletikmeisterschaften aufgenommen. Die erste Meisterschaft wurde am 30. März 2019 in Grünheide für Frauen und Männer einschließlich einer Mannschaftswertung ausgetragen.

## Deutsche Meisterschaftsrekorde
| Einzelwertungen      | Männer | 2:51:55 h  | Marcel Bräutigam (GutsMuths-Rennsteiglaufverein)                         | Grünheide      | 30. März 2019    |
| Einzelwertungen      | Frauen | 3:20:58 h  | Sylvie Müller (MTG Mannheim)                                             | Ubstadt-Weiher | 22. Februar 2025 |
| Mannschaftswertungen | Männer | 9:02:52 h  | Braunschweiger Laufclub (Raoul Jankowski, René Menzel, Dominik Schrader) | Wolfenbüttel   | 1. Mai 2022      |
| Mannschaftswertungen | Frauen | 11:21:01 h | Die Laufpartner (Malin Pfäffle, Julia Jezek, Christiane Neidiger)        | Grünheide      | 30. März 2019    |

## Gesamtdeutsche Meister seit 2019 (DLV)
| Nr. | Datum         | Ort/ Veranstaltung | Männer                                           | Männer                               | Frauen                                   | Frauen                               |
| Nr. | Datum         | Ort/ Veranstaltung | Athlet                                           | Zeit [h]                             | Athletin                                 | Zeit [h]                             |
| --- | ------------- | ------------------ | ------------------------------------------------ | ------------------------------------ | ---------------------------------------- | ------------------------------------ |
| 7   | 22. Feb. 2025 | Ubstadt-Weiher     | Tim-Niklas Schwippel (MTV Soltau)                | 2:53:05                              | Sylvie Müller (MTG Mannheim)             | 3:20:58                              |
| 6   | 17. März 2024 | Bremen             | Marcel Bräutigam (Gutsmuths Rennsteiglaufverein) | 2:55:47                              | Anja Kobs (TSV Alling)                   | 3:27:50                              |
| 5   | 15. Juli 2023 | Duisburg           | Alexander Bock (LC Rehlingen)                    | 3:04:04                              | Christiane Neidiger (Die Laufpartner)    | 3:41:12                              |
| 4   | 1. Mai 2022   | Wolfenbüttel       | Marcel Bräutigam (GutsMuths-Rennsteiglaufverein) | 2:51:59                              | Katrin Ochs (LG Filder)                  | 3:40:17                              |
| 3   | 7. Nov. 2021  | Bottrop            | Niels Michalk (LG Nord Berlin Ultrateam)         | 2:52:13                              | Jasmin Beer (Potsdamer Laufclub)         | 3:41:56                              |
| 2   | 8. Nov. 2020  | Bottrop            | wegen der COVID-19-Pandemie abgesagt             | wegen der COVID-19-Pandemie abgesagt | wegen der COVID-19-Pandemie abgesagt     | wegen der COVID-19-Pandemie abgesagt |
| 1   | 30. März 2019 | Grünheide          | Marcel Bräutigam (GutsMuths-Rennsteiglaufverein) | 2:51:55                              | Almut Dreßler (LG Nord Berlin Ultrateam) | 3:29:43                              |

## Mannschaftswertung: Gesamtdeutsche Meister seit 2019 (DLV)
| Datum         | Ort/ Veranstaltung | Männer                                                                       | Männer                               | Frauen                                                                 | Frauen                               |
| Datum         | Ort/ Veranstaltung | Verein                                                                       | Zeit [h]                             | Verein                                                                 | Zeit [h]                             |
| ------------- | ------------------ | ---------------------------------------------------------------------------- | ------------------------------------ | ---------------------------------------------------------------------- | ------------------------------------ |
| 22. Feb. 2025 | Ubstadt-Weiher     | LSG Karlsruhe (Harald Menzel, Marius Seith, Irwan Harianto)                  | 13:06:32                             | LSG Weiher (Sina Simonis, Simone Weser, Gerlinde Kieselbach)           | 15:31:27                             |
| 17. März 2024 | Bremen             | TV Refrath (Lukas Kley, Tim Funken, Manuel Skopnik)                          | 9:47:16                              | LG Nord Berlin Ultrateam (Malin Auraß, Jana Seel, Katrin Grigalat)     | 11:26:35                             |
| 15. Juli 2023 | Duisburg           | TV Refrath (Lukas Kley, Manuel Skopnik, Simon Richers)                       | 11:38:50                             | Die Laufpartner (Christiane Neidiger, Jasmin Beer, Anne Stephan)       | 11:43:15                             |
| 1. Mai 2022   | Wolfenbüttel       | Braunschweiger Laufclub (Raoul Jankowski, René Menzel, Dominik Schrader)     | 9:02:52                              | Die Laufpartner (Christiane Neidiger, Anne Stephan, Nadine Emminghaus) | 11:50:05                             |
| 7. Nov. 2021  | Bottrop            | Spiridon Frankfurt (Florian Kaltenbach, Christian Weber, Lothar Esser)       | 11:27:38                             | Die Laufpartner (Julia Jezek, Christiane Neidiger, Anne Stephan)       | 12:16:56                             |
| 8. Nov. 2020  | Bottrop            | wegen der COVID-19-Pandemie abgesagt                                         | wegen der COVID-19-Pandemie abgesagt | wegen der COVID-19-Pandemie abgesagt                                   | wegen der COVID-19-Pandemie abgesagt |
| 30. März 2019 | Grünheide          | LG Nord Berlin Ultrateam (Frank Merrbach, Alexander Dautel, Enrico Wiessner) | 9:21:56                              | Die Laufpartner (Malin Pfäffle, Julia Jezek, Christiane Neidiger)      | 11:21:01                             |